# Кампо (Леко)
Кампо (итал. Campo) је насеље у Италији у округу Леко, региону Ломбардија.
Према процени из 2011. у насељу је живело 29 становника. Насеље се налази на надморској висини од 402 м.